# Zawidów
Zawidów este un oraș în Polonia.